# Martin Kirketerp
Martin Kirketerp (født 13. juli 1982) er en dansk sejlsportsmand, der vandt guld ved sommer-OL 2008 i 49er-klassen sammen med Jonas Warrer.
Martin Kirketerp og Jonas Warrer sejler i Kaløvig Bådelaug med Warrer som rorsmand og Kirketerp som gast i 49eren, hvor de begyndte at sejle sammen efter sommer-OL 2004. Deres bedste mesterskabsresultat er en 8.-plads ved VM i 2008, mens de blev nr. 3 i Kielerugen kort før OL 2008.
Ved OL lå danskerne før sidste sejlads til en sikker guldmedalje, da danskernes båd blev ramt af uheld, masten knækkede. Det lykkedes imidlertid danskerne at låne en konkurrerende båd og sejlede den anden danske guldmedalje ved OL 2008 hjem.